# تاس‌ماهی ساخالین
تاس‌ماهی ساخالین یا تاس‌ماهی میکادو (نام علمی: Acipenser mikadoi) گونه‌ای از خانواده ماهیان خاویاری و راسته تاس‌ماهی‌سانان است که مانند تاس‌ماهی ژاپنی پنج ردیف پوشش استخوانی دارد، ولی جثه‌اش کوچک‌تر است.